# O Grande Farini
William Leonard Hunt, que posteriormente trocou seu nome para Guillermo Antonio Farini, foi um apresentador de shows considerados "excêntricos", nos quais envolvia show de horrores e pessoas de grupos étnicos distintos. Apresentava-se, dentre outros locais, no Royal Aquarium de Londres. Farini começou sua carreira como equilibrista em meados da década de 1850.